# Leszczydół Stary
Leszczydół Stary – wieś w Polsce położona w województwie mazowieckim, w powiecie wyszkowskim, w gminie Wyszków. Ma status sołectwa.
Wieś była siedzibą gromady Leszczydół Stary.
W latach 1975–1998 miejscowość administracyjnie należała do województwa ostrołęckiego.
Wierni Kościoła rzymskokatolickiego należą do parafii Świętej Rodziny w Wyszkowie.